# Selsøy
Selsøy est une île norvégienne du comté de Hordaland appartenant administrativement à Bømlo.

## Description
Rocheuse et désertique, elle s'étend sur environ 2,028 km de longueur pour une largeur approximative de 1,53 km. Elle contient plusieurs bâtiments et habitations, quelques quais d'amarrage, est traversée dans sa partie ouest par la FV18 qui la relie à Gisøya à l'ouest et au sud à Vikøya.